# Toshia Mori
Née Toshia Ichioka à Kyoto (Japon), Toshia Mori (1er janvier 1912 - 26 novembre 1995) est une actrice dans des films américains des années 1920 et 1930.

## Biographie

### Carrière
Elle commença sa carrière à la fin des années 1920 dans des films muets, jouant des adolescentes dans des films comme Monsieur Wu (1927), Streets of Shangai (1927) ou The Man Without a Face (1927), ce dernier film étant présumé perdu.
En 1932, elle fut la Miss Ling de L'Honorable Monsieur Wong (The Hatchet Man). La même année, elle interpréta un autre personnage chinois, Butterfly, dans Roar of the Dragon, produit par David O. Selznick, où un groupe d'Occidentaux demande de l'aide à un capitaine de bateau, alors qu'ils se trouvent dans une ville assiégée.
Toshia Mori fut la seule actrice asiatique et non blanche à avoir été une WAMPAS Baby Star, récompense destinée à de jeunes et prometteuses actrices, ce qui l'amena sans doute à jouer peu après dans le film le plus important de sa carrière, La Grande Muraille (1932) de Frank Capra, où elle tint un rôle qui avait d'abord été destinée à Anna May Wong. Capra et la Columbia Pictures furent satisfaits de son travail, et, cerise sur le gâteau, Time Magazine fut élogieux à son sujet.
Elle obtint ensuite des rôles secondaires dans Le Voile des illusions (1934), Chinatown Squad (1935), Charlie Chan at the Circus (1936), Charlie Chan à Broadway (1937) et Port of Hate (1939), où elle reçut de bonnes critiques.

### Après le cinéma
Mariée à un Sino-Américain de San Francisco, Allen Jung, elle travailla comme enquêtrice pour Ripley's Believe It or Not!, franchise qui traitait d’événements et d'objets étranges.
Toshia Mori mourut à 83 ans dans le Bronx.

## Filmographie partielle
- 1930 : Way for a Sailor
- 1931 : Ambassador Bill de Sam Taylor
- 1932 : L'Honorable Monsieur Wong (The Hatchet Man)
- 1932 : Le Harpon rouge (Tiger Shark)
- 1932 : La Grande Muraille (The Bitter Tea of General Yen)
- 1933 : Blondie Johnson de Ray Enright
- 1934 : Le Voile des illusions (The Painted Veil)
- 1937 : Charlie Chan à Broadway (Charlie Chan on Broadway)